# Zvezna enakomerna porazdelitev
Zvezna enakomerna porazdelitev je v statistiki in teoriji verjetnosti takšna porazdelitev, ki ima na intervalu (a, b) konstantno funkcijo gostote verjetnosti. Porazdelitev je definirana na intervalu od a do b. Porazdelitev označujemo z U(a, b).

## Lastnosti

### Funkcija gostote verjetnosti
Funkcija gostote verjetnosti je za enakomerno zvezno porazdelitev enaka 
{\displaystyle f(x)=\left\{{\begin{matrix}{\frac {1}{b-a}}&\ \ \ \mathrm {za} \ a\leq x\leq b,\\\\0&\mathrm {za} \ x<a\ \mathrm {ali} \ x>b,\end{matrix}}\right.}.

### Zbirna funkcija verjetnosti
Zbirna funkcija verjetnosti je enaka
{\displaystyle F(x)={\begin{cases}0&{\text{za }}x<a\\{\frac {x-a}{b-a}}&{\mbox{za }}a\leq x<b\\1&{\mbox{za }}x\geq b\end{cases}}}.

### Funkcija generiranja momentov
Funkcija generiranja momentov je 
{\displaystyle M_{x}=E(e^{tx})={\frac {e^{tb}-e^{ta}}{t(b-a)}}\,\!}.
Posamezne momente m k izračunamo na nslednji način:
{\displaystyle m_{1}={\frac {a+b}{2}},\,\!}
{\displaystyle m_{2}={\frac {a^{2}+ab+b^{2}}{3}},\,\!}
{\displaystyle m_{k}={\frac {1}{k+1}}\sum _{i=0}^{k}a^{i}b^{k-i}.\,\!}

### Pričakovana vrednost
Pričakovana vrednost je 
{\displaystyle {\tfrac {1}{2}}(a+b)}.

### Varianca
Varianca je enaka 
{\displaystyle {\tfrac {1}{12}}(b-a)^{2}}.

### Funkcija generiranja kumulant
Za n ≥ 2 lahko generiramo kumulante n-tega reda. V intervalu [0, 1] je n-ta kumulanta enaka bn/n, kjer je bn n-to Bernoullijevo število.